# Mölnesjön (Sandhults socken, Västergötland)
Mölnesjön är en sjö i Borås kommun i Västergötland och ingår i Rolfsåns huvudavrinningsområde.